# Vârful Ocolașul Mare, Munții Ceahlău
Vârful Ocolașul Mare, la cei 1.907 m ai săi, este cel mai înalt vârf din Masivul Ceahlău.